# 다운타운 디즈니

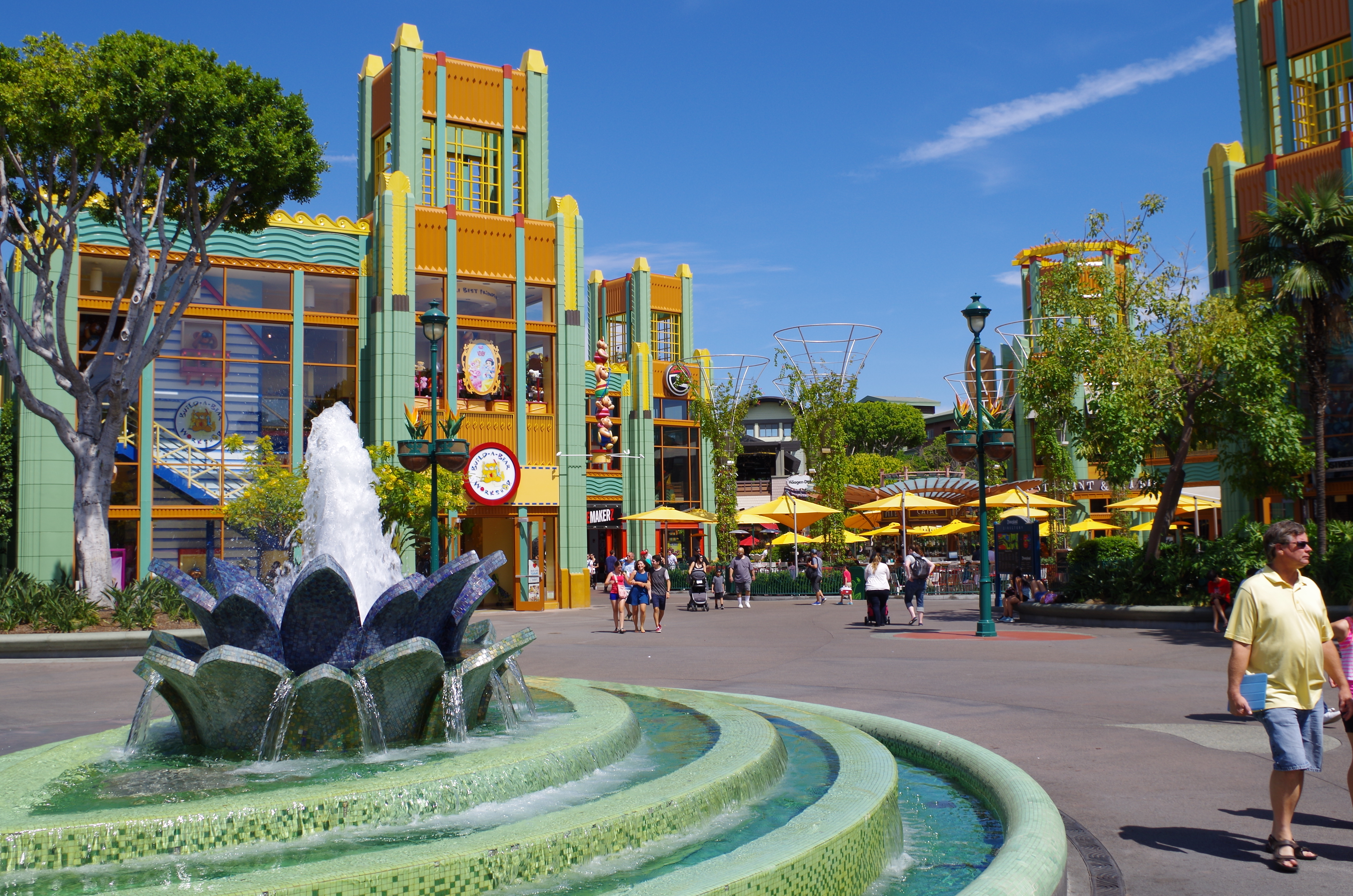
다운타운 디즈니

다운타운 디즈니 (Downtown Disney)는 미국 캘리포니아주 애너하임에 있는 디즈니랜드 리조트의 야외 쇼핑센터이다. 2001년 디즈니랜드의 단일 테마파크에서 여러 개의 단지로 구성된 종합 리조트로 확장되면서 개장하였다.

## 위치와 역사
다운타운 디즈니는 디즈니랜드 리조트의 테마파크 두 곳과 호텔 사이에 놓여 있다. 플로리다의 월트 디즈니 월드에 있는 디즈니 스프링스에 비하면 조금 작은 규모다. 다운타운 디즈니는 입장료를 따로 받지는 않는다. 디즈니 그랜드 캘리포니안 호텔과 디즈니랜드 호텔 어드벤처 타워의 한쪽 편에서 다운타운 디즈니의 전경을 바라볼 수 있다.
1990년대 말 디즈니랜드 리조트 확장공사로 디즈니 캘리포니아 어드벤처와 함께 건설된 다운타운 디즈니는 이전에는 디즈니랜드 주차장과 디즈니랜드 호텔이 쓰던 부지에 지어졌다. 또 이전에 웨스트 스트리트에 해당되는 진입로인 디즈니랜드 드라이브에 육교도 설치하였으며, 이를 위해 도로를 약간 깎아내는 공사를 거쳤다. 다운타운 디즈니는 2001년 1월 12일에 공식 개장하였다.

## 내부 시설

### 레스토랑
- 캐털 (Catal)
- 얼 오브 샌드위치 (Earl of Sandwich)
- ESPN 존
- 하겐다즈
- 잠바 주스 (Jamba Juice)
- 라브리아 베이커리 카페 (La Brea Bakery Cafe)
- 네이플스 리스토란테 에 피체리아 (Naples Ristorante e Pizzeria)
- 나폴리니 (Napolini)
- 스타벅스
- 스프링클스 (Sprinkles)
- 레인포리스트 카페 (Rainforest Cafe)
- 랄프 브레넌의 재즈 키친 (Ralph Brennan's Jazz Kitchen)
- 토르틸라 조스 (Tortilla Jo's)
- 우바 바 (Uva Bar)
- 웻즐스 프레즐 (Wetzel's Pretzels)

### 상품

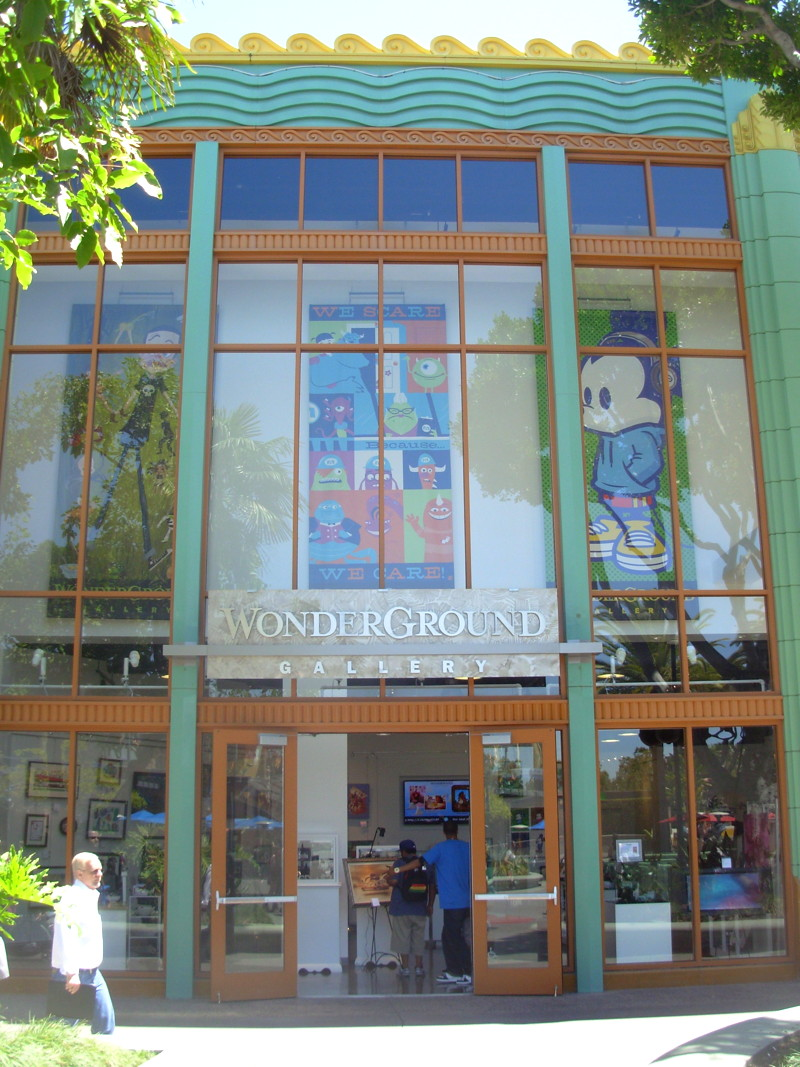
원더그라운드 갤러리

- 앨러모 렌트 어 카
- 컬 서프
- 디즈니 핀 트레이딩
- 드림 부티크
- D-스트리트
- 포실
- 레고 이매지네이션 센터
- 마셀린 컨펙셔너리
- 펄 팩토리
- 레인포리스트 카페 리테일 쇼핑 빌리지
- 새너크
- 세포라
- 선글래스 아이콘
- 트래블렉스
- 원더그라운드 갤러리
- 월드 오브 디즈니

### 모노레일
디즈니 모노레일 시스템은 정거장이 총 두 곳인데 하나는 투모로우랜드에, 다른 하나는 바로 이 다운타운 디즈니에 있다. 1961년 모노레일 확장 공사로 처음 개역한 이후 '디즈니랜드 호텔 모노레일 역'이란 이름으로 있었다. 이후 1998년 디즈니랜드 리조트 확장공사로 대대적인 보수공사에 들어가면서 2001년 다운타운 디즈니 모노레일 역으로 새롭게 이름을 바꿨다. 모노레일에 승차하려면 디즈니랜드 파크 입장권이 필요하다.
다운타운 디즈니가 처음 개장했을 당시 테마파크 방문객들은 모노레일 역과 바로 인접한 판매대에서 입장권을 살 수 있었다. 하지만 몇 년 뒤에 판매대가 철거되면서 사전에 입장권을 갖고 있는 사람만 모노레일 역에 오를 수 있도록 바뀌었다.